# 埃里温方言 (亚美尼亚语)

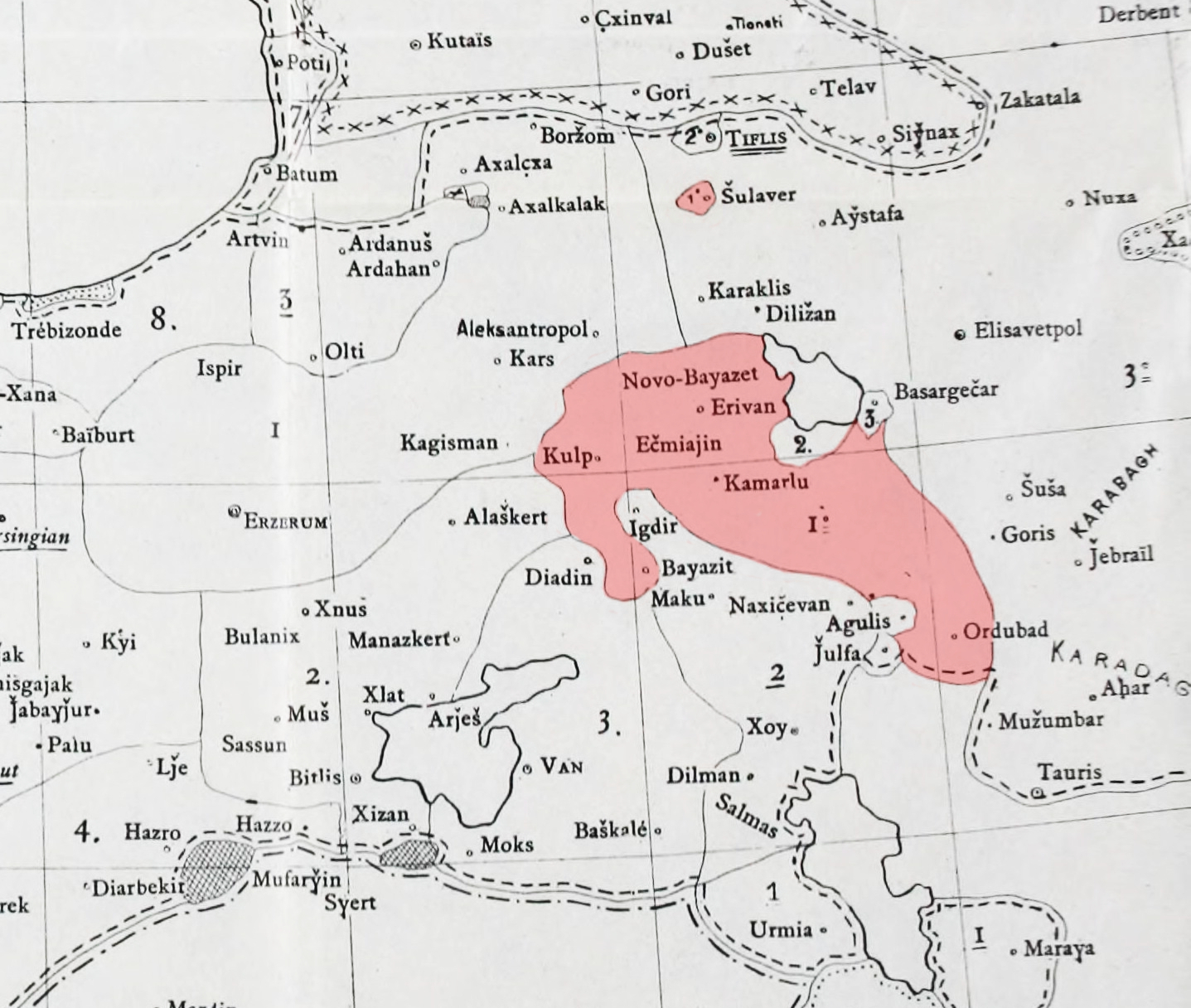
1909年埃里温方言的适用范围。拉奇亚·阿恰良的《亚美尼亚方言分类》（Classification des dialectes arméniens）

埃里温方言（羅馬化：Yerevani barbar  ），在葉里溫及其附近使用的一种亚美尼亚语方言。其是当今使用最为广泛的亚美尼亚语方言。亚美尼亚语两种标准形式之一，东亚美尼亚语，便是以这种方言为基础的。其保留了许多古典亚美尼亚语的词汇，并被包括俄语及波斯语在内的多种语言所影响，有不少来自上述两种语言的借词。
因其主要使用于亞拉拉特平原，埃里温方言也曾被称为亚拉腊方言(  ,  ）。1841年，亚美尼亚著名作家哈恰杜尔·阿博维扬用埃里温方言写下了他的小说《亚美尼亚之伤》。1918年亚美尼亚民主共和国定都葉里溫后，埃里温方言的重要性越发凸显。
埃里温方言被至少100万葉里溫居民使用。阿尔察赫及薩姆茨赫-賈瓦赫蒂的亚美尼亚语方言也被埃里温方言所影响。自1980年代以来，几乎所有亚美尼亚移民都以埃里温方言为母语。

## 历史

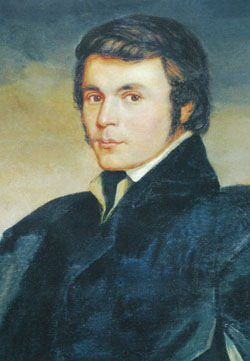

埃里温方言首次被记录是在13世纪瓦尔丹·巴尔扎贝尔德茨（Vardan Bardzeberdtsi）的作品中。扎卡里亚·阿古勒茨（Zakaria Aguletsi，1630？-1691），一位来自纳希切万的商人，也用埃里温方言写日记。最早的埃里温方言文献是出版于1675年马赛的《四则运算的法则》（Arhest Hamaroghut'yan），和出版于1687年威尼斯的《简化》（Parzabanut'yun）。
因葉里溫坐落于亞拉拉特平原，埃里温方言曾被称作亚拉腊方言。因其使用范围广泛及极其存古，保留了许多古典亚美尼亚语的词汇，埃里温方言被赋予了特殊的地位，并被作为东亚美尼亚语的基础。据格奥尔吉·贾胡克扬（Gevorg Jahukyan）称，埃里温方言因地理、历史及语言方面的原因（在所有亚美尼亚语方言中）取得了主导地位，并被用于使用不同方言的人之间的交流。
哈恰杜尔·阿博维扬被认为是作为文学语言的现代东亚美尼亚语的奠基人。他出生于卡纳克尔（Kanaker），一个葉里溫附近的村庄（现在是葉里溫的一个区）。他于1841年写成的著名小说《亚美尼亚之伤》是已知第一本以东亚美尼亚语写成的书。其他作家，如梅斯罗普·塔厄伊亚迪扬（Mesrop Taghiadian）、格奥尔吉·阿赫维尔迪扬（Gevorg Akhverdian，1818-1861）、克罗夫贝（Kerovbe，1833-1889）及拉斐尔·帕特卡尼扬（Raphael Patkanian，1830-1892）也对东亚美尼亚语成为一门文学语言作出了贡献。

### 使用范围
根据亚美尼亚著名语言学家拉奇亚·阿恰良的《亚美尼亚方言分类》（Classification des dialectes arméniens），在20世纪初，埃里温方言的使用者主要分布在葉里溫附近的城镇，即诺尔克（Nork）、卡纳克尔（Kanaker）、瓦加尔沙帕特（Ejmiatsin）、奥沙坎（Oshakan）及阿什塔拉克，在第比利斯的哈夫拉巴尔（Havlabar）区及大不里士也有其使用者。
除此之外，据语言学家亚拉拉特·加日布扬（Ararat Gharibyan）称，埃里温方言在瓦约茨佐尔、加瓦尔（其常被划分为另一种独立的方言）、洛里、斯皮塔克，历史上在苏尔马里（Surmali）及卡厄兹曼也拥有使用者。海卡努什·梅斯罗普扬（Haykanush Mesropyan）声称，洛里拥有的埃里温方言使用者最多。
埃里温方言还可进一步被划分为多种次方言，这些次方言主要分布在卡纳克尔（Kanaker）、阿日尼（Arinj）、哲尔维日（Jrvezh）、诺尔克（Nork）及孔德（Kond），其中诺尔克，其一直到1920年代都是一个独立的村庄，被认为是埃里温方言的起源地。

## 现状
埃里温方言是现代标准东亚美尼亚语的基础语言。因其作为一种标准语已不再演变，且对其的使用已经失去了过去地理方面的限制，其更多的是作为一种社会方言而存在。其与亚拉腊方言也有些许不同，尤其是词汇上：埃里温方言中来自其他方言及语言（如波斯语、阿拉伯语、土耳其语及俄语）的借词已被清除。
近160年的俄罗斯统治对亚美尼亚语产生了深远的影响。在苏联时期，政府鼓励亚美尼亚族精英们“将亚美尼亚语从阿拉伯语，土耳其语及波斯语的影响中解放”。在苏联末期的亚美尼亚，俄语“被广泛使用，其词汇也在添加了亚美尼亚语词缀后被直接借入”。同时，俄语也充当了欧陆各语言词汇传入亚美尼亚语的中介。
据拉兹米克·马尔科相（Razmik Markossian）称，在葉里溫外，共有162个村庄及5个城市的275000人使用埃里温方言。
埃里温方言在亚美尼亚正变得越发重要起来。一般来说，电视节目都使用埃里温方言，而非标准亚美尼亚语进行播报，导致其招致语言学家的批评。
在葉里溫，本地方言被认为比外州的方言更优越。虽然外州的方言更接近标准亚美尼亚语，但其仍被认为是“乡村土话”。